# La migración de las alpargateras
La migración de las alpargateras, también conocidas como las golondrinas alpargateras, fue un movimiento migratorio temporal de mujeres de los valles pirenaicos de Roncal, Salazar, Hecho y Anso, que se desplazaban a las ciudades francesas Mauléon-Licharre y Oloron Saint Marie para trabajar en las fábricas de alpargatas, y que se produjo sobre todo entre los años 1880 y 1930, aunque consta que la primera golondrina migró a Mauléon desde Salvatierra de Esca en 1831.

## Historia
Se trata de una migración local, de un lado y otro de la muga o frontera pirenaica. En su periodo de mayor afluencia contaría con unas dos mil personas que se trasladaban de los valles navarros y aragoneses hacia la zona francesa industrializada de Zuberoa. En esta zona proliferaron las fábricas de alpargatas y por las características del trabajo contrataban sobre todo mujeres. En torno a 1850 Mauléon se convirtió en la capital de la fabricación de la alpargarta de cuerda de esparto, tela e hilo de yute. Durante el siglo XIX tuvo un problema demográfico, debido a una epidemia de cólera y a un fuerte movimiento migratorio hacia América del Sur, dejando una población mayormente femenina que serán parte importante de la mano de obra de su industria. Su momento más floreciente fue entre 1900 y 1918, cuando las fábricas se modernizaron además de contar con trabajos hechos a mano. La zona pirenaica contaba con alrededor de cuarenta fábricas, de las cuales seis se encontraban en Mauléon. Debido a esta explosión industrial solicitaron mano de obra migrante.En 1911, el censo de españolas empleadas en estas fábricas sobrepasaba las mil doscientas.
Mujeres de los valles, jóvenes en su mayoría, partían en grupo en otoño para regresar en primavera, mayo o junio. De ahí viene el nombre de golondrinas por el que serían conocidas más tarde, ya que coincidían con la práctica migratoria de estas aves y además iban vestidas de negro. En la novela Gracieuse au béret bleu de Eugène Grangié, publicada en 1925, aparecen mencionadas comparándolas con hormigas haciendo alusión a la fábula La cigarra y la hormiga.

### El viaje
Era muy duro, teniendo que realizar cerca de cien kilómetros a pie, y venía a durar entre dos y cuatro jornadas dependiendo del punto de partida. Utilizando rutas de pastores, las golondrinas de los valles de Hecho o Ansó llegaban hasta el valle de Belagua, donde descansaban para seguir después hacia la muga de Isaba. Aunque se suele decir que todas las roncalesas se juntaban a partir de Isaba, en el caso de las que salían desde Vidángoz no era así, tomaban el camino a Francia cruzando por el puerto de Krutzeta. Solían ir acompañadas hasta la frontera por algún familiar para ayudarlas con el equipaje, y al otro lado también contaban con alguna ayuda o bien de personas conocidas de Larrau, o, ya en los últimos tiempos de esta migración, realizaban este trayecto en camión. Cuando llegaba la primavera hacían el viaje de regreso por estas rutas. Como era difícil el cambio de moneda francesa en España, solían invertir lo que ganaban en el ajuar o enseres para la casa familiar que eran escondidos en puntos seguros de la frontera para evitar controles aduaneros, y después recogidos por sus familiares.

### El trabajo
La industria de la alpargata era estacional y dependía de los pedidos por lo que los horarios o jornadas podían ser flexibles. Las trabajadoras españolas eran remuneradas por pieza hecha, en el caso de las francesas su salario era por jornada. Trabajaban desde las siete de la mañana hasta las siete u ocho de la tarde dependiendo de la producción que les solicitaran. Hasta 1936, cuando ya entró en vigor la ley de las 40 horas semanales, lo normal eran doce horas de jornada con media hora de descanso para comer. Se caracterizó por jornadas muy largas, trabajo a destajo y con bajos salarios a lo que se suma la situación de ilegalidad de la mayoría. En 1919 hubo mejoras en los salarios gracias a varias huelgas, una muy importante se produjo en 1917 y se tiene constancia de otras en 1929 y 1931. En 1914 el salario de una mujer rondaba los siete francos, frente a los diez que cobraba un hombre. A partir de 1930 la industria alpargatera entró en declive.

### Alojamiento
Se alojaron principalmente en Ville en Bois en la zona de Haute Ville, un barrio obrero de Mauléon,  y en general fue en casas particulares. Una característica de estas mujeres migrantes era la solidaridad intragrupo, nunca iban solas, siempre viajaban en grupo y por recomendación de otras personas mayores que ya trabajaban allí. Algunas se casaron con franceses o españoles y se quedaron en la zona de Zuberoa.

## Reconocimientos
En Salvatierra de Esca tienen una plaza dedicada, fue a petición de los alumnos del Colegio de Educación Infantil y Primaria  tras realizar un proyecto sobre las golondrinas alpargateras. El Instituto de Enseñanza Secundaria de Roncal también cambió su nombre en su honor por el de Ainarak (golondrinas en euskera). Rozalen junto a La Ronda de Boltaña homenajearon a las alpargateras con la canción La tumba de la golondrina. Desde 2017 en Isaba se hace un homenaje anual el 7 de octubre, fecha en la que partían de esta zona. En 2019 la Asociación cultural A Gogocha realizó la exposición Las Golondrinas. Y también en este año se estrenó el proyecto de danza contemporánea Golondrinas de la artista Violeta Borruel. En 2021 fue presentado el documental  Ainarak, dirigido por Juan San Martín y protagonizado por la cantante y compositora francesa Anne Etchegoyen, que narra la historia de estas mujeres migrantes.